# Этический банкинг
Этический банкинг (англ. ethical banking) — банковская деятельность, сознательно ограниченная избранными критериями, положительно оцениваемыми в обществе.
Чаще всего в качестве подобных критериев выступают принципы, основанные на этике, морали, экологии, социальной ответственности, устойчивости, иногда религии.
Хотя дополнительные условия ведения деятельности, сверх экономической целесообразности, в общем случае, ведут к снижению эффективности, однако в сообществах, которые придают важное значение этим принципам, подобные самоограничения могут дать обратный эффект — привести к её росту.
Например, социально ориентированные вкладчики, могут отказаться от высоких доходов по депозитам в пользу осознания, что их средства будут размещены/управляться «правильным» образом.
Следует учитывать, что банковская деятельность в целом подвержена риску и следование благим намерениям не защищает вкладчиков и контрагентов подобных учреждений от банкротства и невозможности исполнять свои обязательства.

## Терминология
В английском языке этические банки, кроме основного, чаще всего известны под названиями «социальные» (англ. social bank), «альтернативные» (англ. alternative bank), «гражданские» (англ. civic bank), «развития» (англ. development bank), «солидарности» (англ. solidarity bank) и «устойчивые»/«стабильные»/«поддерживающие» (англ. sustainable bank).
Характеристика «социальный», по отношению к финансовой деятельности, получила распространение в инвестиционной деятельности (см.: Социальное инвестирование).
На начало 2015 года в русском языке не было устоявшихся терминов, эквивалентных английским «ethical banking»/«ethical bank», как и классических примеров этой деятельности в России.
Чаще всего этот термин переводят как «этический банкинг»/«этический банк» (редко — «этичный банкинг»/«этичный банк»), однако встречаются и другие названия, являющиеся точными переводами английских синонимов этой деятельности или даже собственная терминология характеризующая её в той или иной мере, зачастую некорректно, например, «благотворительный банк», «зелёный банк» и т. п.

## Характеристики
Обычно в своей работе этические банки руководствуются:
- «Коллективной декларацией социальных организаций к финансовым институтам» (англ. The Collevecchio Declaration on Financial Institutions and Sustainability) — шестью принципами: устойчивости, «не навреди», ответственности, подотчётности, прозрачности, поддержки устойчивости рынков и направленной на это государственной политики[4].
- «Принципами ответственного инвестирования» (англ. The Principles for Responsible Investment) основанных на учёте «экологических, социальных и управленческих» (англ. Environmental, social and corporate governance, ESG) правил на всех этапах деятельности[5].
- «Принципами Экватора» (англ. The Equator Principles) — риск-менеджмента, в отношении экологических и социальных рисков[6].

Принципы этического банкинга распространяются как на внутренние бизнес-процессы, так и на работу с контрагентами.
Этические банки могут ограничивать свою деятельность дополнительными условиями — «расширять сферу ответственности».
Например, некоторые этические банки и их приверженцы важнейшими считают вопросы борьбы с нищетой, защиты окружающей среды, осознания воздействия человека на изменение климата, возобновляемых источников энергии, справедливой торговли, прав человека, политического лоббирования, правильной налоговой политики, устойчивости, стабильности, отношения к клиентам, политики в выплате бонусов менеджменту и т. д.
Так как представления об этике, морали, нравственности, соответствующей социальной политики и т. п. являются субъективными и изменяются в зависимости от конкретного индивида, сообщества, социальной группы, территории, страны, этапа исторического развития общества и т. д., то и набор дополнительных ограничений у конкретных этических банков отличается заметным образом.
Используемые критерии могут иметь как положительный характер — «делать так»/«выбирать этих» (положительны скрининг/отбор), так и отрицательный — «так не делать»/«отказывать этим» (отрицательный скрининг/отбор).
Зачастую среди целей этического банкинга встречаются положения о финансировании, поддержке и обслуживании социально ответственных физических и юридических лиц, или решающих экологические или социальные проблемы инициатив.
В любом случае, этические финансовые учреждения должны:
1. Понять и принять границы своей ответственности (определить ограничения).
2. Установить внутренние правила и системы, которые будут отвечать заданным критериям.
3. Включить в оценку результатов своей деятельности социальную/экологическую отдачу.

## Тенденции
Выделяют несколько отдельных веток развития этического банкинга, со своей индивидуальной историей, подходами и яркими представителями:
1. Кооперативные банки и кредитные союзы (см. кредитный кооператив).
2. «Новые» этические банки.
3. Микрофинансовые кредитные учреждения.

Особняком стоит исламский банкинг, который в настоящее время принято причислять к этическому банкингу. К этическому банкингу можно отнести недавно введенный в обиход тенгрианский банкинг.
Этический банкинг может реализовываться как через отдельные организации, так и путём предоставления клиентам специально структурированных продуктов.
Кроме традиционного этического банкинга развивается движение классических банков к принятию тех или иных этических принципов.
В частности это выражается в принятии «этических кодексов», которым декларируется следовать на всех этапах осуществления банковской деятельности.